# Железный человек (Ultimate Marvel)
Желе́зный челове́к (англ. Iron Man), настоящее имя — Анто́нио «То́ни» Старк (англ. Antonio "Tony" Stark) — персонаж вселенной Ultimate Marvel, дебют которого состоялся в комиксе Ultimate Marvel Team-Up #4. Персонаж создан Брайном Майклом Бендисом и Майклом Оллредом. Немного позже персонаж появляется в комиксе «Алтимейтс», а также является одним из ключевых персонажей комикса. В Ultimate-вселенной Антонио «Тони» Старк — богатейший и изобретательный человек, создавший броню Железного Человека, но его основными проблемами являются пристрастие к алкоголю и опасная для жизни болезнь — опухоль мозга, которая может убить его в любое время, поэтому жить ему осталось от шести месяцев до пяти лет. Это и является основной причиной, почему Старк стал филантропом и супергероем.
Хотя небольшая часть истории о персонаже была показана в комиксе Ultimate Iron Man, написанного автором научной фантастики Орсоном Скоттом, эта история происхождения героя не входит в канон вселенной Ultimate Marvel. В комиксе Ultimate Avengers vs. New Ultimates #2, события комикса Ultimate Iron Man, были полностью убраны и представлены так, будто это была вымышленная жизнь Старка. Более поздние годы жизни персонажа были показаны в комиксах под авторством Марка Миллара и Уоррена Эллиса.

## Биография

### Ultimates
В первом томе комикса The Ultimates, Старк впервые получает информацию, что Ник Фьюри собирает команду супергероев и добровольно предлагает свои услуги. После оказания помощи по устранению Халка, Антонио заводит дружеские отношения с Тором и Стивом Роджерсом. Хотя Старк совершил много добрых дел, во время событий первого тома, он показан как человек высокомерный и не уверенный в своих силах и способностях. Также в сюжете Ultimate War он успевает подраться с Людьми Икс, поймать злодея Рино в Ultimate Spider-Man и объявить Человека-паука как врага общества в сюжете Ultimate Six.
Также Старк появляется в комиксе Ultimate Wolverine vs. Hulk, где он поддерживает идею отправить Росомаху убить Баннера. Старк также критикует законодательную власть, ссылаясь на то что именно по этой причине Халка нельзя было поймать сразу. В ходе дискуссий он в шутку предлагает создать Акт о регистрации супергероев. В трилогии Ultimate Galactus, показаны признаки давней дружбы между Ридом Ричардсом и Тони Старком (несмотря на разницу в возрасте) и кроме всего прочего он успевает незаметно прокрасться на корабль Крии в событиях Ultimate Secret и устранить клона Серебряного сёрфера в событиях Ultimate Extinction.

### Ultimates 2
Старк влюбляется в Чёрную вдову Наташу Романову и делает ей предложение. Он делает для неё чёрную броню, практически аналогичную броне Железного человека. Во время испытательного полёта, они решают слетать на родину Наташи, где в её родном городе Старк заплатил жителям, чтобы они вышли в поле с надписью прошению руки и сердца у Наташи. Она соглашается на предложение Старка. Но когда Освободители вторгаются в Америку, Вдова выводит из строя Джарвиса и пытается заставить Тони (под дулом пистолета) передать ей большую часть его состояния. Но Старк полностью контролирует наниты в её крови и это позволяет ему взаимодействовать с её бронёй. Используя наниты, он выводит из строя её броню и узнаёт планы Освободителей, с целью ударить врагу в спину. Он надевает броню «Железного человека 6», которая представляет собой небольшой самолёт с десятками лазеров и пулемётов, с её помощью он уничтожает воздушные силы противника в Вашингтоне. Затем он отправляется в Нью-Йорк чтобы помочь супергероям. После битвы Старк соглашается финансировать независимую команду супергероев под названием Ultimates и очень быстро забывает Наташу с помощью привлекательной блондинки.

### Ultimates 3иUltimate Human
В комиксе Ultimate Power впервые показана независимая команда Ultimates, которая борется с Эскадрильей Всевышнего из альтернативной вселенной. Это событие следует вскоре после начала комикса The Ultimates 3, в котором Старк становится крупным алкоголиком, а интимное видео в котором участвует Наташа и Тони, попадает в руки общественности, что становится громким скандалом для всей команды Ultimates. В комиксе Ultimate Human, который был опубликован в то же время, было показано что Брюс Баннер умоляет Старка излечить его от Халка, это происходит как раз перед событиями Ультиматума, в котором показана попытка Магнето уничтожить мир.

### New Ultimatesи Броневойны
После событий Ультиматума, Старк вернулся в мини-серии комиксов Ultimate Comics: Armor Wars, где показано как Железный человек гоняется по всему мира за вором укравшим важный артефакт и пытается сохранить хоть какую-то часть своей компании, путём распродажи собственной техники на запчасти. Также Старк появляется как один из главных героев в комиксе Ultimate Comics: New Ultimates, где он начинает отношения с Кэрол Дэнверс и борется против внезапно вернувшегося Локи. Позже в комиксе Ultimate Comics: Spider-Man он наряду с Капитаном Америкой и Тором обучает Человека-паука. В комиксе Ultimate Comics: Avengers, Антонио назначает своего брата, Грегори Старка, в качестве финансового менеджера новой команды Мстителей, в которую входят помимо прочих, бывший лучший друг Роуди (Воитель) и новая Чёрная вдова.

## Вне комиксов

### Кино
- Ultimate Железный человек появляется в анимационных фильмах «Ultimate Мстители» (2006) и «Ultimate Мстители 2» (2006), где его озвучил Марк Уорден.
- Оригинальный костюм Ultimate Железного человека присутствует в анимационном фильме «Несокрушимый Железный человек» (2007).
- Персонаж медиафраншизы «Кинематографическая вселенная Marvel» Тони Старк был основан на версии Железного человека из вселенной Ultimate Marvel[1][2]. Кроме того, броня Железного человека Mark XVII из фильма «Железный человек 3» (2013) и броня XLVIII из картины «Человек-паук: Возвращение домой» (2017) напоминают броню Ultimate-версии.

### Видеоигры
- Оригинальная броня Ultimate-версии появляется в качестве альтернативного скина Железного человека в играх Marvel: Ultimate Alliance (2006), Iron Man (2008), Iron Man 2 (2009), Iron Man 3: The Official Game (2013) и Avengers (2020)[3].
- Ultimate Железный человек появляется в финале игры Spider-Man: Battle for New York (2006) вместе с другими членами Алтимейтс[4].